# Willy Schnell
Willy Schnell (* 14. Februar 1927) ist ein deutscher Oboist und Hochschullehrer.

## Leben
Willy Schnells musikalische Ausbildung begann an der Heeresmusikschule Bückeburg. Nach dem Zweiten Weltkrieg begann seine Karriere am Stadttheater Heidelberg, bevor er ab 1948 im Pfalzorchester in Ludwigshafen Solooboist war. 1958 kam er an das Württembergische Staatstheater und nahm dort die Stelle des ersten Solooboisten ein, die er bis 1993 innehatte. An der Hochschule für Musik und Darstellende Kunst Stuttgart erhielt er eine Professur für Oboe, bis er 1994 emeritierte.  Zu seinen Schülern zählten unter anderem Martin Kleinecke (Johann Strauss Ensemble) und Gerhard Veith (Solooboist am Theater Augsburg).
Bekannt wurde Willy Schnell vor allem durch seine zahlreichen Auftritte mit Karl Münchinger im In- und Ausland. Schnell war ebenfalls Mitglied des Bach-Collegiums Stuttgart. Zahlreiche Einspielungen auf Schallplatte und CD waren jahrelang Bestseller im klassischen Genre. Regelmäßige Konzertreisen führten ihn in die ganze Welt.
Zeit seiner Tätigkeit war Willy Schnell die Förderung des Nachwuchses wichtig. Bis heute ist er als Juror für den Wettbewerb Jugend musiziert aktiv. Willy Schnell lebt in Gerlingen bei Stuttgart.